# اطلس آبی
اطلس آبی (عربی: أطلس بلو) یک شرکت هواپیمایی خصوصی مراکش است که دارای سیستم کم هزینه هواپیمایی است و در شهر مراکش مستقر است. این یک شرکت تابعه از رویال ایر مراکش است و خدمات منظم را به مقصدهای مختلف در اروپا ارائه می‌دهد. اطلس آبی در پایان سال ۲۰۰۹ با شرکتهای هواپیمایی پادشاهی مراکش ادغام شد.

## تاریخچه
این شرکت در ۲۸ مه ۲۰۰۴ تأسیس شد و عملیات خود را در تاریخ ۲۶ ژوئیه ۲۰۰۴ با پرواز به فرانسه با استفاده از یک بوئینگ ۷۳۷–۴۰۰ آغاز کرد. پنج هواپیمای دیگر از نوع بوئینگ اس۷۳۷–۴۰۰ از هواپیمایی پادشاهی مراکش به این شرکت منتقل شد تا بتواند خدمات خود را به آلمان، ایتالیا، بلژیک و انگلستان گسترش دهد. هواپیمایی پادشاهی مراکش مالک (۹۹٫۹۹٪) اطلس آبی بود و سرمایه گذاران خصوصی (۰٫۰۱٪) در آن سهم داشتند. این شرکت ۱۶۷ کارمند دارد. این شرکت به‌طور کامل با شرکت مادر، هواپیمایی پادشاهی مراکش در پایان سال ۲۰۰۹، هنگامی که کار وب سایت رسمی این شرکت متوقف شد ادغام شد.

## ناوگان
در آوریل ۲۰۰۷، اطلس آبی شامل ناوگان زیر بود:
- ۳ ایرباس آ۳۲۱–۲۰۰
- ۲ بوئینگ ۷۳۷–۸۰۰
- ۶ بوئینگ ۷۳۷–۴۰۰

بعضی از هواپیماهای این شرکت بعد از ادغام اطلس آبی در خطوط هوایی پادشاهی مراکش به شرکتهای دیگر فروخته شد و هواپیماهای باقیمانده به خطوط هوایی مراکش پیوست.